# پایداری شهری
پایداری شهری یا «مانایی شهری» (Urban Sustainability) به توانایی سیستم شهری در حفظ و ارتقاء کیفیت زندگی انسان‌ها به شکلی ماندگار و بدون به خطر انداختن توانایی نسل‌های آینده برای پاسخ به نیازهایشان اطلاق می‌شود.
این مفهوم بخشی از پارادایم کلی توسعه مانا (Sustainable Development) است که در آن، شهرها به‌عنوان کانون‌های اصلی مصرف منابع، تولید گازهای گلخانه‌ای، و شکل‌گیری روابط اجتماعی نقش کلیدی دارند. مانایی شهری به دنبال توازن میان رشد اقتصادی، انسجام اجتماعی، و حفاظت از محیط‌زیست است.پایداری شهری یا «مانایی شهری» (Urban Sustainability) به توانایی سیستم شهری در حفظ و ارتقاء کیفیت زندگی انسان‌ها به شکلی ماندگار و بدون به خطر انداختن توانایی نسل‌های آینده برای پاسخ به نیازهایشان اطلاق می‌شود.
با بیش از نیمی از جمعیت جهان سکونت‌یافته در شهرها، پایداری شهری به موضوعی محوری در سیاست‌گذاری، برنامه‌ریزی شهری و طراحی فضاهای شهری تبدیل شده‌است.
- محیطی – حفاظت از منابع طبیعی، کاهش آلودگی، افزایش فضاهای سبز، استفاده از انرژی‌های تجدیدپذیر
- اقتصادی – توانمندسازی اقتصادی، تقویت اقتصاد محلی، کاهش فقر
- اجتماعی – عدالت فضایی، برابری در دسترسی، مشارکت عمومی و انسجام اجتماعی

'''پایداری شهری''' اصطلاحی است برای توصیف توانایی شهرها در حفظ منابع طبیعی، اقتصادی و اجتماعی به‌گونه‌ای که نیازهای نسل حاضر برآورده شود، بدون آسیب زدن به توان نسل‌های آینده برای تأمین نیازهای خود. این مفهوم برگرفته از '''توسعه پایدار''' است که در گزارش کمیسیون بروندلند (۱۹۸۷) معرفی شد.

## تعریف مفاهیم کلیدی
اصطلاحات «مانا» (Sustainable)، «مانایی» (Sustainability) و «ماندگاری» (Sustainably) به ترتیب به معنای قابلیت دوام، کیفیت دوام و روش‌های دستیابی به دوام در برابر چالش‌های محیطی، اجتماعی و اقتصادی هستند.
مانایی شهری به توانایی یک شهر برای حفظ عملکرد و کیفیت زندگی خود در طول زمان بدون کاهش منابع یا تخریب محیط اطراف اطلاق می‌شود.

## اهمیت پایداری شهری
با رشد سریع جمعیت شهرها و فشارهای زیست‌محیطی، تحقق پایداری شهری یک ضرورت برای حفظ کیفیت زندگی و مقابله با چالش‌های اقلیمی و اجتماعی است.
شهرها به عنوان کانون‌های اصلی فعالیت‌های انسانی نقش کلیدی در تعیین مسیر توسعه مانا دارند.

## شاخص‌های ارزیابی
برای سنجش مانایی شهری، نهادهایی چون OECD، UN‑Habitat و بانک جهانی، شاخص‌هایی کمّی و کیفی توسعه داده‌اند:
- مصرف انرژی سرانه
- سهم حمل‌ونقل عمومی
- پوشش فضای سبز به ازای هر نفر
- آلودگی هوا (PM2.5، CO₂)
- درصد بازیافت
- دسترسی به خدمات شهری
- رضایت‌مندی شهروندان

## نقش طراحی شهری در پایداری شهری
طراحی شهری با شکل‌دهی مناسب محیط‌های شهری، نقشی محوری در تحقق مانایی ایفا می‌کند:
- یکپارچه‌سازی حمل‌ونقل، پیاده‌رو و مسیر دوچرخه
- فضاهای انعطاف‌پذیر و قابل تطبیق
- رویکرد «بیوفیلیک» برای اتصال به طبیعت
- مصالح و فناوری‌های مانا  و کاهش ردپای محیطی
- تقویت تعاملات انسانی و هوشیار کردن شهروندان
- شخصیت‌پردازی محلی و تقویت حس تعلق

طراحی شهری فرآیند شکل‌دهی فضاهای عمومی و خصوصی شهری است که می‌تواند تأثیر مستقیم و قابل توجهی بر مانایی شهرها داشته باشد.
از جمله نقش‌های طراحی شهری در پایداری شهری می‌توان به موارد زیر اشاره کرد:
- کاهش اثرات زیست‌محیطی از طریق طراحی فضاهای سبز، مدیریت منابع آب، استفاده از مصالح و فناوری‌های مانا
- افزایش عدالت اجتماعی و دسترسی عمومی با ایجاد فضاهای عمومی فراگیر و حمل و نقل پایدار
- تقویت سرمایه فرهنگی و اجتماعی از طریق حفاظت و ارتقای بافت تاریخی و مشارکت مردمی
- افزایش مقاومت و تطابق شهری با تغییرات اقلیمی و بحران‌های زیست‌محیطی

## نقش شهرسازی در تحقق پایداری شهری
شهرسازی ابزار سیاست‌گذاری جهت تقویت مانایی شهری است:
- توسعه فشرده شهری (Compact City)
- ترکیب کاربری زمین و کاهش سفرهای درون‌شهری
- حفاظت از عرصه‌های سبز پیرامونی
- برنامه‌ریزی مشارکتی و پاسخ‌گو
- افزایش تاب‌آوری شهری

شهرسازی به عنوان فرآیند برنامه‌ریزی، سازماندهی و مدیریت توسعه شهری، چارچوبی برای دستیابی به اهداف مانایی فراهم می‌کند.
استراتژی‌های شهرسازی پایدار شامل:
- برنامه‌ریزی کاربری زمین بهینه و جلوگیری از توسعه بی‌رویه
- توسعه سیستم‌های حمل و نقل پاک و دسترسی آسان
- مدیریت منابع طبیعی و زیست‌محیطی
- ترویج مشارکت مردمی و حاکمیت محلی

## چالش‌ها و راهکارها
تحقق پایداری شهری با چالش‌هایی نظیر تضاد منافع اقتصادی و زیست‌محیطی، کمبود منابع مالی و ضعف در سیاستگذاری مواجه است. راهکارهای مؤثر شامل همکاری بین‌بخشی، بهره‌گیری از فناوری‌های نوین، آموزش و شاخص‌های ارزیابی عملکرد مانایی شهری است.

## تاب‌آوری شهری و مانایی
تاب‌آوری شهری (Urban Resilience) ظرفیت پاسخ و بازیابی شهر در برابر بحران‌ها را نشان می‌دهد:
- کالبدی – زیرساخت‌های مقاوم در برابر بلایا
- اجتماعی – همبستگی مدنی و مشارکت
- نهادی – ظرفیت مدیریت بحران
- اقتصادی – تنوع درآمدی و تداوم بازار

تاب‌آوری شهری (Urban Resilience) به ظرفیت یک شهر برای جذب، انطباق و بازیابی در برابر شوک‌ها و فشارهای خارجی نظیر بحران‌های اقلیمی، بلایای طبیعی، بحران‌های اقتصادی یا بیماری‌های فراگیر اشاره دارد.
پایداری و تاب‌آوری مفاهیمی مکمل هستند. در حالی که مانایی بر کاهش اثرات منفی بلندمدت و مصرف هوشمندانه منابع تمرکز دارد، تاب‌آوری بر توان شهر در پاسخ مؤثر و سریع به اختلالات تمرکز می‌کند. شهر مانا الزاماً باید تاب‌آور نیز باشد.
ابعاد تاب‌آوری شهری در پیوند با پایداری عبارتند از:
- تاب‌آوری کالبدی: طراحی زیرساخت‌ها و فضاهای شهری به‌گونه‌ای که در برابر مخاطرات طبیعی (سیل، زلزله، گرمایش شدید) مقاوم باشند.
- تاب‌آوری اجتماعی: وجود شبکه‌های اجتماعی قوی، همبستگی مدنی، ظرفیت خودسازماندهی و حمایت‌گری محلی.
- تاب‌آوری نهادی: توان نهادهای شهری برای واکنش سریع، برنامه‌ریزی بحران، مدیریت داده‌محور و هماهنگی میان‌بخشی.
- تاب‌آوری اقتصادی: تنوع‌بخشی به منابع درآمدی شهر، حمایت از مشاغل محلی و آمادگی برای نوسانات بازار و بحران‌های اقتصادی.

در بسیاری از مدل‌های شهرسازی نوین، طراحی برای تاب‌آوری بخشی جدایی‌ناپذیر از برنامه‌ریزی برای مانایی تلقی می‌شود.
نمونه‌هایی از راهکارهای طراحی تاب‌آور:
- طراحی پارک‌های چندمنظوره که در مواقع بارندگی شدید به‌عنوان مخزن طبیعی عمل کنند
- شبکه‌بندی منابع انرژی و آب برای افزایش انعطاف‌پذیری
- تعبیه زیرساخت‌های انعطاف‌پذیر در برابر افزایش دما یا قطع برق
- طراحی ساختمان‌ها و مناطق مسکونی با قابلیت تخلیه سریع و دسترسی اضطراری

برنامه‌ریزی برای تاب‌آوری باید هم‌زمان در سطح سیاست‌گذاری کلان و طراحی محلی انجام شود تا قابلیت انطباق شهری با آینده‌های ناپایدار افزایش یابد.

## فناوری‌های نوین و مانایی شهری
فناوری‌های نوین به‌عنوان ابزارهای تسهیل‌کننده، نقشی فزاینده در ارتقای مانایی شهری ایفا می‌کنند. از داده‌محوری در مدیریت منابع گرفته تا هوش مصنوعی در پیش‌بینی بحران‌های اقلیمی، ابزارهای دیجیتال چشم‌انداز مدیریت شهری را دگرگون کرده‌اند.
- شهر هوشمند – نظارت بلادرنگ و مدیریت مؤثر
- IoT – جمع‌آوری داده‌های زیست‌محیطی و ترافیکی
- Digital Twins – شبیه‌سازی و بهینه‌سازی زیرساخت‌ها
- هوش مصنوعی – پیش‌بینی مسائل و پیشنهاد راهکار
- پلتفرم‌های مشارکتی – افزایش دخالت شهروندان
- داده‌های باز – شفافیت و بستر برای تحلیل‌ها و خدمات

فناوری‌های دیجیتال و داده‌محور ابزارهایی کلیدی در پیشبرد مانایی شهری هستند:
۱. شهرهای هوشمند (Smart Cities):  
در این مدل، زیرساخت‌های شهری (حمل‌ونقل، انرژی، آب، زباله، ایمنی) به سامانه‌های دیجیتال متصل می‌شوند که امکان نظارت بلادرنگ (real-time monitoring)، مدیریت تقاضا، و واکنش سریع را فراهم می‌سازند.
۲. اینترنت اشیاء (IoT):  
سنسورها و دستگاه‌های متصل به اینترنت می‌توانند داده‌هایی حیاتی در مورد کیفیت هوا، مصرف انرژی، جریان ترافیک و شرایط محیطی فراهم کنند و پایه تصمیم‌گیری مبتنی بر شواهد را تقویت نمایند.
۳. مدل‌سازی دیجیتال (Digital Twins):  
شبیه‌سازی سه‌بعدی و داده‌محور از عملکرد کالبدی و زیرساختی شهر در زمان واقعی، که به مدیران شهری اجازه می‌دهد سناریوهای مختلف را آزمایش و بهینه‌سازی کنند.
۴. هوش مصنوعی و یادگیری ماشینی:  
تحلیل الگوهای پیچیده زیست‌محیطی، اجتماعی و اقتصادی برای پیش‌بینی مسائل شهری (مانند ترافیک، آلودگی، یا پراکنش بیماری) و پیشنهاد مداخلات مؤثر.
۵. پلتفرم‌های مشارکتی دیجیتال:  
فناوری‌های ارتباطی امکان مشارکت شهروندان در فرآیندهای تصمیم‌سازی، بودجه‌ریزی مشارکتی و برنامه‌ریزی محله‌ای را افزایش داده و سرمایه اجتماعی را تقویت می‌کنند.
۶. داده‌های باز شهری (Open Urban Data):  
دولت‌های محلی با انتشار آزاد داده‌های شهری در حوزه‌هایی مانند حمل‌ونقل، بودجه، انرژی و خدمات عمومی، زمینه مشارکت جامعه مدنی و بخش خصوصی در طراحی راه‌حل‌های مانا را فراهم می‌سازند.
در مجموع، فناوری تنها زمانی به مانایی شهری کمک می‌کند که با چشم‌اندازهای انسانی، عدالت فضایی و حساسیت‌های زیست‌محیطی همراستا باشد؛ در غیر این‌صورت ممکن است موجب تعمیق نابرابری‌ها یا افزایش آسیب‌پذیری‌ها شود.

## چالش‌ها و تعارض‌ها در تحقق مانایی شهری
با وجود اجماع نظری بر اهمیت مانایی شهری، پیاده‌سازی آن در عمل با طیفی از چالش‌های نهادی، اقتصادی، سیاسی و اجتماعی مواجه است. این موانع اغلب به شکل تعارض‌های ساختاری میان اهداف کوتاه‌مدت و منافع بلندمدت، یا میان سطوح مختلف قدرت و منابع ظهور می‌یابند.
- تقابل منافع کوتاه‌مدت اقتصادی با حفاظت محیطی
- محدودیت منابع مالی و مدیریت ناپایدار داده
- نابرابری فضایی و مشارکت ناکافی
- تضاد میان مقیاس‌های محلی و سیاست‌های ملی
- پیچیدگی شاخص‌سازی
- خطر تبلیغات ظاهری (Sustainability‑washing)

پیاده‌سازی پایداری شهری با تعارض‌ها و موانع ساختاری روبه‌روست:

۱. تعارض رشد اقتصادی با حفاظت محیط‌زیست  
بسیاری از سیاست‌های توسعه شهری بر افزایش تراکم ساخت‌وساز، گسترش زیرساخت‌ها و جذب سرمایه‌گذاران متمرکزند. این اهداف می‌توانند در تقابل مستقیم با حفظ منابع طبیعی، حفظ فضای سبز یا کنترل مصرف انرژی قرار گیرند.
۲. محدودیت‌های مالی و ظرفیت نهادی  
شهرداری‌ها و نهادهای محلی در بسیاری کشورها با کمبود منابع مالی، ناکارآمدی ساختاری، و ضعف در مدیریت داده و برنامه‌ریزی مواجه‌اند. تحقق سیاست‌های مانا بدون تقویت نهادهای اجرایی اغلب به شعاری نمادین تقلیل می‌یابد.
۳. نابرابری فضایی و مانع مشارکت عمومی  
فقر شهری، حاشیه‌نشینی، یا شکاف دیجیتال مانع از مشارکت بخش بزرگی از شهروندان در فرایندهای تصمیم‌گیری و سیاست‌گذاری شهری می‌شود. مانایی بدون عدالت فضایی عملاً به مانایی اقلیت تبدیل می‌شود.
۴. تعارض مقیاس‌ها (local vs global)  
برخی راهکارهای مانا در مقیاس محلی ممکن است با سیاست‌های کلان ملی یا الزامات بازار جهانی در تضاد باشند. مثال: تلاش یک شهر برای کاهش خودروهای شخصی ممکن است با سیاست‌های یارانه‌ای ملی در حوزه سوخت یا خودرو در تعارض قرار گیرد.
۵. پیچیدگی سنجش و ارزیابی  
تعریف دقیق شاخص‌های مانایی و مقایسه بین‌المللی آن‌ها، به‌ویژه در جوامع ناهمگون، دشوار است. این پیچیدگی می‌تواند ابزارهای سنجش را غیرقابل اتکا یا سوگیرانه کند.
۶. خطر کالایی‌سازی مانایی (Sustainability-washing)  
در برخی موارد، شرکت‌ها یا نهادهای شهری با استفاده از واژگان مانایی در ظاهر (branding) به‌دنبال جذب سرمایه یا رضایت عمومی هستند، بدون اینکه تغییرات ساختاری واقعی در سیاست‌گذاری یا عملکرد رخ دهد.
با وجود این چالش‌ها، مطالعات نشان داده‌اند که برنامه‌ریزی سیستم‌گرا، تقویت ظرفیت‌های نهادی، بازطراحی فرآیندهای مشارکتی، و اتصال سیاست‌های محلی به چارچوب‌های جهانی می‌تواند از شدت این تعارض‌ها بکاهد و مسیر تحقق مانایی را تسهیل کند.

## نمونه‌هایی از مانایی شهری
شهرهای متعددی در سطح جهان به عنوان نمونه‌هایی پیشرو در مسیر مانایی شناخته می‌شوند. هر یک از این شهرها رویکرد متفاوتی در اولویت‌بندی، طراحی و اجرا اتخاذ کرده‌اند که می‌تواند برای دیگر مناطق قابل الگوبرداری یا رویکرد تطبیق جغرافیایی باشد.
۱. فرایبورگ، آلمان  
فرایبورگ به‌عنوان «پایتخت سبز اروپا» شناخته می‌شود. این شهر با تمرکز بر انرژی‌های تجدیدپذیر، توسعه حمل‌ونقل غیرموتوری، مشارکت فعال شهروندان در تصمیم‌سازی‌های محله‌ای و بازطراحی محلات با تراکم متوسط و کاربری ترکیبی، مدلی مؤثر از طراحی ماندگار شهری ارائه داده‌است.
۲. کپنهاگ، دانمارک  
کپنهاگ با هدف تبدیل‌شدن به نخستین پایتخت کربن‌خنثی جهان تا ۲۰۳۰، اقدامات هماهنگ‌شده‌ای در زمینه بهینه‌سازی انرژی، توسعه مسیرهای دوچرخه‌سواری، اصلاح ساختار مصرف، و بازتنظیم شبکه حرارتی شهری انجام داده‌است. طراحی انسان‌محور و فضای عمومی باز یکی از ارکان اصلی سیاست‌های شهری این شهر است.
۳. بوگوتا، کلمبیا  
در یک بستر اجتماعی با چالش‌های فراوان، شهرداری بوگوتا با توسعه سیستم حمل‌ونقل سریع اتوبوسی (BRT)، اولویت‌بخشی به پیاده‌روی و دوچرخه‌سواری، و بازیابی فضاهای عمومی موفق شده‌است نابرابری فضایی را کاهش دهد و پایداری اجتماعی-زیست‌محیطی را ارتقا دهد.
۴. ملبورن، استرالیا  
برنامه «شهر زنده ۲۰۴۰» (Living Melbourne) تمرکز خود را بر حفظ پوشش گیاهی شهری، گسترش زیرساخت سبز، و تاب‌آوری در برابر تغییرات اقلیمی گذاشته‌است. مدل شبکه‌ای برای پیوند مناطق سبز، افزایش تعادل گرمایی و تقویت تنوع زیستی در دستور کار شهر قرار دارد.
۵. سئول، کره‌جنوبی  
با باززنده‌سازی رودخانه چئونگ‌گی‌چئون (Cheonggyecheon) که قبلاً در زیر یک بزرگراه بتنی پنهان بود، سئول یکی از شاخص‌ترین نمونه‌های احیای اکولوژیک در بستر شهری را ارائه داده‌است. این پروژه به کاهش دمای موضعی، افزایش تنوع زیستی، و بازتعریف تعامل انسان و طبیعت در بستر کلان‌شهری منجر شده‌است.
مطالعات موردی نشان می‌دهند که موفقیت در پیاده‌سازی مانایی شهری نیازمند انطباق راهکارها با زمینه فرهنگی، ساختار حکمرانی، ظرفیت مالی، و ویژگی‌های بوم‌شناختی هر شهر است. نسخه‌های یکنواخت، بدون درک عمیق از زمینه، اغلب ناکارآمد یا حتی مخرب خواهند بود.

## مطالعه بیشتر
- Agenda 21 - United Nations
- Urban Growth and its Impacts on the Environment - World Resources Institute
- C40 Cities Climate Leadership Group